# 達觀號海洋測量艦
達觀號海洋測量艦（AGS-1601）為中華民國交通部代海軍於1994年向義大利購買的海洋測量艦。平時以台灣海峽週邊海域專屬經濟海域與南海諸島之航道測量與水文資料蒐集任務為主，必要時支援國內、國際海洋研究計畫及臨時賦予之任務。現屬海軍一九二艦隊。

## 服役歷史
2019年5月14日，在澎湖及台灣本島間進行水文調查時主機熄火，排除後發現是燃油含水量過高所導致。

## 註解
1. ↑  . 中華民國海軍. 2013-04-29  [2013-06-10]. （原始内容存档于2016-03-04） （中文（臺灣））.
2. ↑  . 中國軍艦博物館.   [2013-06-10]. （原始内容存档于2008-09-26） （中文（臺灣））.
3. ↑  . MDC軍武狂人夢.   [2013-06-10]. （原始内容存档于2019-10-18） （中文（臺灣））.
4. ↑  . 今日新聞NOWnews 記者呂炯昌/ 台北報導. 2019年6月11日  [2019-06-11]. （原始内容存档于2019-06-12） （中文（臺灣））.